# Роло
Роло (італ. Rolo) — муніципалітет в Італії, у регіоні Емілія-Романья,  провінція Реджо-Емілія.
Роло розташоване на відстані близько 360 км на північ від Рима, 60 км на північний захід від Болоньї, 27 км на північний схід від Реджо-нелль'Емілії.
Населення — 4143 особи (2014).
Щорічний фестиваль відбувається 18 червня. Покровитель — святий Зенон.

## Демографія
Населення за роками:

Станом на 1 січня 2023 року в муніципалітеті офіційно проживало 749 іноземців з 35 країн, серед них 43 громадяни країн Євросоюзу та 14 громадян України.

## Сусідні муніципалітети
- Карпі
- Фаббрико
- Молья
- Нові-ді-Модена
- Реджоло